# Riu Hunza
|  | Per a altres significats, vegeu «Hunza (desambiguació)». |

El riu Hunza (en urdú: دریائے ہنزہ) és un riu pakistanès de 190 km de longitud que va donar nom a l'antic principat d'Hunza. És un afluent del Gilgit i, per tant, un subafluent de l'Indus.
Sorgeix de la unió dels rius Kilik i Kunjirap, ambdós alimentats per glaceres, i desemboca al Gilgit poc abans d’unir-se a l'Indus. El riu, que discorre en direcció nord a sud, travessa la serralada de Karakoram. La carretera del Karakoram recorre la vall del riu Hunza, canviant a la vall del riu Khunjerab en el punt de confluència.
Una sèries d'esllavissades a Attabad, el gener del 2010, van bloquejar completament la vall d'Hunza i van formar un nou llac, anomenat llac Attabad o llac Gojal, que s'estén 30 quilòmetres i s'eleva fins a una profunditat de 120 metres. L'esllavissada va cobrir completament trams de la carretera del Karakoram.